# Valencia hispanica
Valencia hispanica é uma espécie de peixe da família Cyprinodontidae.
É endémica de Espanha. 
Os seus habitats naturais são: marismas de água doce, nascentes de água doce e lagoas costeiras de água doce. 
Está ameaçada por perda de habitat. 